# Ankylophon obligatus
Ankylophon obligatus är en stekelart som beskrevs av Ian D. Gauld 1984. Ankylophon obligatus ingår i släktet Ankylophon och familjen brokparasitsteklar. Inga underarter finns listade i Catalogue of Life.